# Samsung Galaxy Z
Серията Samsung Galaxy Z е линия от сгъваеми смартфони, произведени от „Самсунг Електроникс“.
С обявяването през 2020 г. на Galaxy Z Flip бъдещите сгъваеми смартфони на Samsung ще бъдат част от серията Galaxy Z.

## Прототип на сгъваем телефон
През 2018 г. Samsung обявява прототипа на Samsung Galaxy X преди производството и пускането на пазара на сгъваемия под новото име Samsung Galaxy Z Series през 2019 г.

## Телефони

### Samsung Galaxy Fold
Samsung Galaxy Fold е първият телефон от серията Galaxy Z. Обявен е на 20 февруари 2019 г. Версия на устройството, предлагана на пазара като Samsung W20 5G, е пусната на 12 декември ексклузивно за Китай.

### Samsung Galaxy Z Flip
Samsung Galaxy Z Flip и Z Flip 5G са пуснати съответно на 14 февруари 2020 г. и 7 август 2020 г. За разлика от Galaxy Fold, устройството се сгъва вертикално и използва хибридно стъклено покритие, наречено Infinity Flex Display.

### Samsung Galaxy Z Fold 2
Samsung Galaxy Z Fold 2 5G е пуснат на 18 септември 2020 г. и е второто поколение на серията Fold. Той разполага със значително по-голям преден екран от предшественика си, сгъваем екран с висока честота на опресняване от 120 Hz, минимални рамки и подобрени камери. Луксозен модел, наречен Samsung W21 5G, е представен през ноември 2020 г., единствено и само за китайския пазар.
- Galaxy Z Fold
- Galaxy Z Flip
- Samsung Galaxy Z Fold 2

### Samsung Galaxy Z Fold 3 и Z Flip 3
Samsung представя третото си поколение сгъваеми телефони, Galaxy Z Fold 3 5G и Galaxy Z Flip 3 5G на 11 август 2021 г.
Както Z Fold 3, така и Z Flip 3 имат по-издръжливи материали, панта с нов дизайн и водоустойчивост IPX8.
- Samsung Galaxy Z Fold 3
- Samsung Galaxy Z Fold 3 5G
- Samsung Galaxy Z Flip 3

### Samsung Galaxy Z Fold 4 и Z Flip 4
Samsung Galaxy Z Fold 4 е обявен на изданието на Galaxy Unpacked през август 2022 г. заедно с Galaxy Z Flip 4.
|  | Тази страница частично или изцяло представлява превод на страницата Samsung Galaxy Z series в Уикипедия на английски. Оригиналният текст, както и този превод, са защитени от Лиценза „Криейтив Комънс – Признание – Споделяне на споделеното“, а за съдържание, създадено преди юни 2009 година – от Лиценза за свободна документация на ГНУ. Прегледайте историята на редакциите на оригиналната страница, както и на преводната страница, за да видите списъка на съавторите. ВАЖНО: Този шаблон се отнася единствено до авторските права върху съдържанието на статията. Добавянето му не отменя изискването да се посочват конкретни източници на твърденията, които да бъдат благонадеждни. |